# Kevin Schläpfer
Kevin Schläpfer né le 24 novembre 1969 à Bâle, est un joueur professionnel, entraîneur et directeur technique suisse de hockey sur glace.

## Biographie

### Une carrière principalement en Ligue nationale B

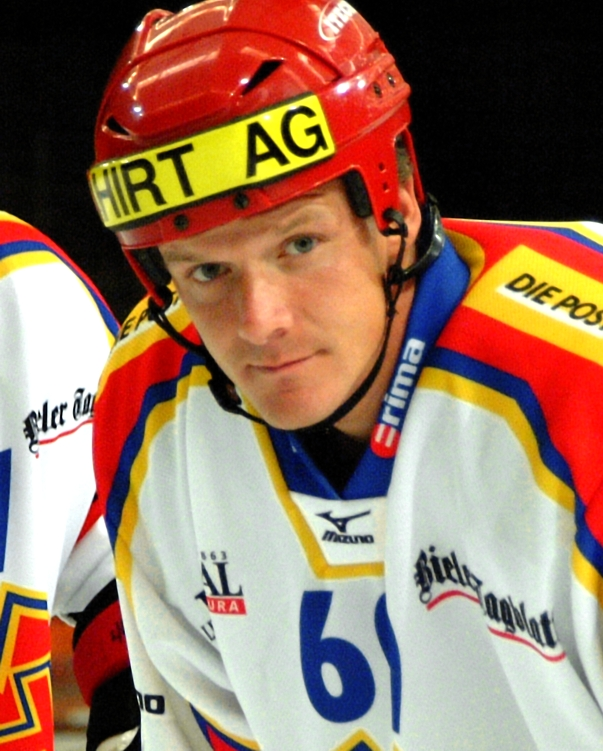
Kevin Schläpfer en 2004

Né le 24 novembre 1969 à Bâle, Kevin Schläpfer découvre le hockey sur glace dans le petit club de Zunzgen-Sissach, dans le canton de Bâle-Campagne. Il fait ses débuts en Ligue nationale B avec le Hockey Club Bâle lors de la saison 1986-1987. Après deux saisons, il est engagé par le Hockey Club Lugano en Ligue nationale A. Son transfert passe alors mal du côté bâlois, qui dénonce des irrégularités et envoie un recours à la Ligue suisse, avant d’y renoncer. Il reste deux saisons à la Resega, remportant le titre de champion de Suisse en 1990, avant de rejoindre l’Eissportverein Zoug, toujours en LNA.
Schläpfer reste deux saisons en Suisse centrale, s’engageant au début de la saison 1992-1993 avec le Hockey Club Olten, qui évolue alors en Ligue nationale B. Il fête la promotion en Ligue nationale A avec le club soleurois lors de sa première saison, avant de d’être relégué au terme de la saison suivante. Après une autre saison au Kleinholz, il est recruté par le Lausanne Hockey Club, qui joue alors en Ligue nationale A pour la saison 1995-1996. Schläpfer connaît une nouvelle relégation, et rejoint, au début de la saison 1996-1997, le Schlittschuh Club Langnau. Il reste deux saisons dans l’Emmental, fêtant une promotion au terme de la saison 1997-1998. Il continue cependant sa carrière en Ligue nationale B, s’engageant avec le Hockey Club Coire. Schläpfer fête deux titres de champion de Suisse de Ligue nationale B avec le club grison, mais échoue à chaque fois en barrage pour la promotion, d’abord face au Schlittschuh Club Langnau en 1999, puis face au Schlittschuh Club Rapperswil-Jona en 2000-2000. La Ligue nationale A s’élargissant, le Hockey Club Coire est promu. Schläpfer quitte néanmoins le club grison pour s’engager avec le Hockey Club Bienne, qui évolue en Ligue nationale B. Il reste dans le Seeland jusqu’au terme de la saison 2003-2004, fêtant un titre de champion de Suisse de Ligue nationale B lors de son ultime saison, marquant même le but qui offre le sacre aux Biennois. Schläpfer et son club échouent néanmoins lors du barrage face au Lausanne Hockey Club. Schläpfer rejoint ensuite le Schlittschuh Club Langenthal, où il met un terme à sa carrière de joueur à la fin de la saison 2005-2006.

### Entraîneur à succès à Bienne

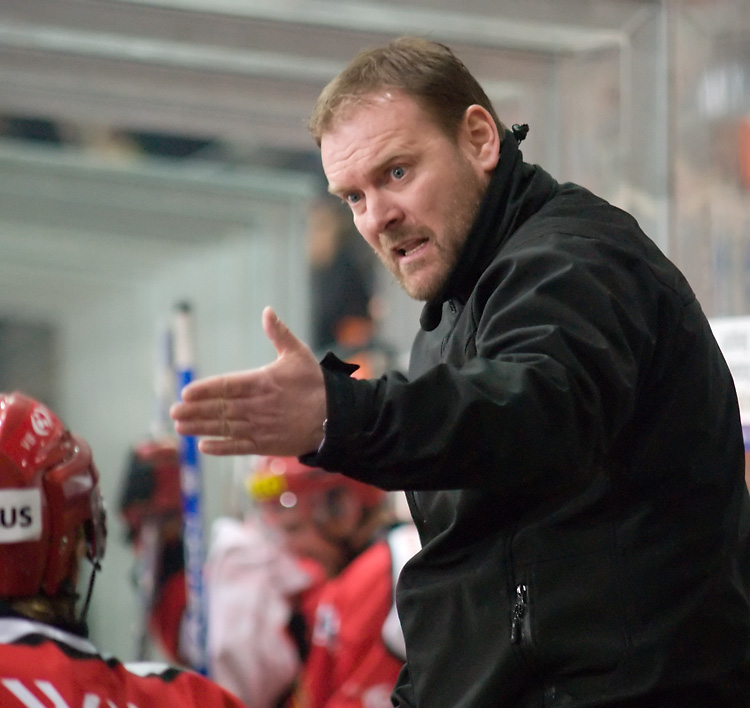
Schläpfer remplace Heinz Ehlers au cours du barrage contre la relégation en 2009 face à Lausanne

En mai 2006, il rejoint le Hockey Club Bienne au poste de directeur sportif, de préparateur de la première équipe, ainsi que de responsable du mouvement junior. Il est également nommé entraîneur des novices du club. Lors des barrages contre la relégation, alors que Bienne est mené 2-0 par le Lausanne Hockey Club, Kevin Schläpfer remplace le Danois Heinz Ehlers à la tête de la première équipe, après que Larry Huras et Kent Ruhnke ont refusé la place. et réussit à sauver la place du club en première division. « [Kevin Schläpfer] a été d’accord d’assumer un risque énorme, de perdre sa place au sein du club. En fin de compte, il a gagné sur toute la ligne » dit après ce barrage le vice-président Enrico Dalla Bonna. Ce dernier ajoute aussi qu’« en menant cette équipe où elle se trouve aujourd’hui, il a gravé son statut d’icône du club dans la pierre ». L’année suivante, alors que le Hockey Club Bienne se retrouve à nouveau en barrage contre la relégation, Schläpfer reprend du service, en remplacement de Kent Ruhnke. Il sauve à nouveau l’équipe. Et à la suite de ce sauvetage, Schläpfer est nommé entraîneur fixe de la première équipe, abandonnant alors son poste de directeur sportif. Après une première saison régulière complète terminée au neuvième rang, Schläpfer et son équipe parviennent à se sauver au terme du premier tour des playouts. La saison suivante, Schläpfer peut compter sur un Reto Berra nommé meilleur gardien du championnat, ce qui permet au Hockey Club Bienne de se qualifier pour la première fois pour les séries pour le titre depuis 1993. Les Seelandais sont néanmoins éliminés lors des quarts de finale en cinq matches par l’Eissportverein Zoug. Cette même année, Schläpfer est récompensé par son canton d’origine de Bâle-Campagne, qui lui remet le Baselbieter Sportpreis.

## Statistiques
| Saison     | Équipe        | Ligue      |     | Saison régulière | Saison régulière | Saison régulière | Saison régulière | Saison régulière |    | Séries éliminatoires | Séries éliminatoires | Séries éliminatoires | Séries éliminatoires | Séries éliminatoires |
| Saison     | Équipe        | Ligue      | PJ  | B                | A                | Pts              | Pun              | PJ               | B  | A                    | Pts                  | Pun                  |                      |                      |
| 1986-1987  | HC Bâle       | LNB        | 12  | 0                | 0                | 0                | 0                | -                | -  | -                    | -                    | -                    |                      |                      |
| 1987-1988  | HC Bâle       | LNB        | 28  | 8                | 5                | 13               | 12               | -                | -  | -                    | -                    | -                    |                      |                      |
| 1988-1989  | HC Lugano     | LNA        | 30  | 1                | 2                | 3                | 6                | 10               | 0  | 0                    | 0                    | 7                    |                      |                      |
| 1989-1990  | HC Lugano     | LNA        | 27  | 0                | 1                | 1                | 0                |                  | 0  | 0                    | 0                    |                      |                      |                      |
| 1990-1991  | EV Zoug       | LNA        | 32  | 5                | 7                | 12               | 8                | 3                | 0  | 0                    | 0                    | 4                    |                      |                      |
| 1991-1992  | EV Zoug       | LNA        | 29  | 3                | 6                | 9                | 8                | 5                | 0  | 2                    | 2                    | 2                    |                      |                      |
| 1992-1993  | HC Olten      | LNB        | 36  | 5                | 7                | 12               | 23               | 7                | 2  | 6                    | 8                    | 2                    |                      |                      |
| 1993-1994  | HC Olten      | LNA        | 36  | 9                | 11               | 20               | 6                | 6                | 2  | 5                    | 7                    | 14                   |                      |                      |
| 1994-1995  | HC Olten      | LNB        | 35  | 13               | 40               | 53               | 16               | 3                | 0  | 1                    | 1                    | 0                    |                      |                      |
| 1995-1996  | Lausanne HC   | LNA        | 30  | 1                | 4                | 5                | 10               | 4                | 0  | 0                    | 0                    | 4                    |                      |                      |
| 1996-1997  | SC Langnau    | LNB        | 42  | 17               | 29               | 46               | 18               | 8                | 0  | 4                    | 4                    | 4                    |                      |                      |
| 1997-1998  | SC Langnau    | LNB        | 40  | 14               | 30               | 44               | 45               | 16               | 4  | 6                    | 10                   | 0                    |                      |                      |
| 1998-1999  | HC Coire      | LNB        | 38  | 11               | 34               | 35               | 6                | 11               | 3  | 1                    | 4                    | 0                    |                      |                      |
| 1999-2000  | HC Coire      | LNB        | 36  | 13               | 24               | 37               | 30               | 15               | 6  | 9                    | 15                   | 2                    |                      |                      |
| 2000-2001  | HC Bienne     | LNB        | 40  | 12               | 25               | 37               | 16               | 11               | 1  | 11                   | 12                   | 0                    |                      |                      |
| 2001-2002  | HC Bienne     | LNB        | 33  | 8                | 28               | 36               | 10               | 5                | 1  | 5                    | 6                    | 0                    |                      |                      |
| 2002-2003  | HC Bienne     | LNB        | 30  | 7                | 29               | 36               | 45               | 10               | 1  | 9                    | 10                   | 8                    |                      |                      |
| 2003-2004  | HC Bienne     | LNB        | 34  | 13               | 29               | 42               | 32               | 19               | 4  | 7                    | 11                   | 8                    |                      |                      |
| 2004-2005  | SC Langenthal | LNB        | 35  | 10               | 17               | 27               | 51               | 11               | 8  | 6                    | 14                   | 16                   |                      |                      |
| 2005-2006  | SC Langenthal | LNB        | 42  | 9                | 20               | 29               | 59               | 12               | 4  | 6                    | 10                   | 28                   |                      |                      |
| Totaux LNA | Totaux LNA    | Totaux LNA | 184 | 19               | 31               | 50               | 38               | 28               | 2  | 7                    | 9                    | 31                   |                      |                      |
| Totaux LNB | Totaux LNB    | Totaux LNB | 481 | 140              | 305              | 445              | 349              | 123              | 34 | 71                   | 105                  | 68                   |                      |                      |

| Saison    | Équipe    | Ligue |    | PJ | V  | D                            |  | Séries éliminatoires |
| 2008-2009 | HC Bienne | LNA   | 5  | 3  | 2  | Barrage contre la relégation |  |                      |
| 2009-2010 | HC Bienne | LNA   | 7  | 4  | 3  | Barrage contre la relégation |  |                      |
| 2010-2011 | HC Bienne | LNA   | 50 | 18 | 32 | 1er tour des playouts        |  |                      |
| 2011-2012 | HC Bienne | LNA   | 50 | 23 | 27 | Quart de finale              |  |                      |
| 2012-2013 | HC Bienne | LNA   | 50 | 24 | 26 | Quart de finale              |  |                      |
| 2013-2014 | HC Bienne | LNA   | 50 | 18 | 32 | Barrage contre la relégation |  |                      |
| 2014-2015 | HC Bienne | LNA   | 50 | 22 | 28 | Quart de finale              |  |                      |
| 2015-2016 | HC Bienne | LNA   | 50 | 17 | 33 | Finale des playouts          |  |                      |
| 2016-2017 | HC Bienne | LNA   | 21 | 8  | 13 | Limogé le 14 novembre 2016   |  |                      |